# Fekete gólyatöcs
A fekete gólyatöcs (Himantopus novaezelandiae) a madarak osztályának lilealakúak (Charadriiformes) rendjébe, ezen belül a gulipánfélék (Recurvirostridae) családjába tartozó faj.

## Előfordulása
Új-Zéland területén honos. Édes vagy enyhén sós vizek mellett található.

## Megjelenése
Átlagos testhossza 37-40 centiméter.  Hosszú csőrűk és lábuk van, egész megjelenésük karcsú, hegyes szárnyakkal rendelkezik. Tollazata fekete színű.

## Életmódja
Hosszú lábaival a sekély vízben lépegetve keresi rovarokból, rákokból és lárvákból álló táplálékát.

## Szaporodása
Fészekalja 2-3 tojásból áll.